# Ferran Lupescu
Ferran Lupescu   (l'Hospitalet de Llobregat, 1961) és un escriptor i poeta català. Bibliotecari de formació ha publicat els poemaris Arxipèlag (1986) i Cadàvers (1997). Fa teoria i recerca en ciències socials i humanitats, generalment amb òptica històrica, sobre camps molt diversos i d’àmbit tant universal com nacional dels Països Catalans, focalitzats la qüestió lingüístico-nacional tal com El país català i els altres i Diccionari del fet i de la qüestió nacional. Va publicar la primera temptativa de sistematització i estandardització de la terminologia uniformològica en català: Lèxic uniformològic multilingüe (2018).
Com a poeta, va guanyar el Premi de Poesia Josep Maria López Picó (1996).
Col·labora amb articles d’anàlisi i opinió en diaris i revistes, així de paper com digitals. En alguns períodes ha emprat els pseudònims “Andreu Vallmanya” i “Pol Sureda”, sobretot en articles publicats al web.